# Le vicende d'amore
Le vicende d'amore è un intermezzo in musica a cinque voci in due parti del compositore Pietro Alessandro Guglielmi su libretto di Giovanni Battista Neri.
L'opera fu messa in scena la prima volta durante il carnevale del 1784 al Teatro Valle di Roma.
In tempi moderni l'intermezzo fu ripresa per la prima volta il 30 aprile 2006 al Teatro Comunale Guglielmi di Massa, sotto la direzione di Paolo Biancalana. In questa occasione fu effettuata anche la prima registrazione assoluta di questo lavoro settecentesco.